# Ley sobre Royalty a la Minería
La Ley 21.591 sobre Royalty a la Minería, también llamada ley del royalty minero, es una ley chilena que tiene por objeto crear un impuesto denominado “Royalty Minero” aplicable a los grandes explotadores mineros. El nuevo impuesto de royalty minero sustituirá al Impuesto Específico a la Minería (IEAM), creado en 2005 mediante la Ley 20.026. La ley fue promulgada el 3 de agosto de 2023 y publicada en el Diario Oficial el 10 de agosto de 2023. Su entrada en vigencia se define en las Disposiciones Transitorias para el 1 de enero de 2024.
En la ley, se define al explotador minero como «toda persona natural o jurídica que extraiga sustancias minerales de carácter concesible y las venda en cualquier estado productivo en que se encuentren».
El Royaly Minero será aplicado solo a empresas mineras cuyas ventas provengan en más de un 50% del cobre y su producción sea mayor a 50 mil toneladas métricas de cobre fino al año.

## Contenido
La ley se estructura de la siguiente manera:
- Encabezado
- Título I (17 artículos)
- Artículos transitorios (05 artículos)
- Promulgación

## Legislación que modifica
La Ley 21.591 modifica las siguientes leyes:
- Decreto Ley n.° 824 sobre el impuesto a la renta
- Decreto Ley n.° 1.349 que crea la Comisión Chilena del Cobre
- Ley n.° 18.695, orgánica constitucional de Municipalidades
- Decreto Ley n.° 3.063, de 1979, sobre Rentas Municipales